# 基尔斯滕·文策尔
基尔斯滕·文策尔（德語：Kirsten Wenzel，1961年2月27日—），德国女子赛艇运动员。她曾代表东德参加1980年夏季奥林匹克运动会赛艇比赛，获得女子四人单桨有舵手金牌。